# Yorkfield
Yorkfield è il successore del core Kentsfield alla base dei processori Intel Core 2 Extreme, a partire dal 12 novembre 2007, e Core 2 Quad, dal 10 marzo 2008.
In realtà i modelli commercializzati come Core 2 Quad sarebbero dovuti arrivare il 20 gennaio, ma alcuni problemi di stabilità operativa dei primi esemplari hanno poi fatto slittare la data di uscita di un paio di mesi.

## I primi progetti
Secondo le prime indiscrezioni trapelate a fine 2005 sembrava che Yorkfield avrebbe dovuto essere un chip multi core, formato da ben 8 core previsto tra il 2008 e il 2009 utilizzando il processo produttivo a 45 nm e dotato di una cache L2 complessiva di ben 12 MB. Per ottenere questo si sarebbe trattato di 4 core Wolfdale (chip dual core a Die Monolitico) collegati insieme con l'approccio a Die Quadruplo in tutto simile a quello introdotto da Presler.
A fine settembre 2006 nuove informazioni descrivevano invece Yorkfield come una CPU a soli 4 core, sempre a 45 nm, attesa però nel corso del terzo trimestre 2007. La vera novità rispetto al suo predecessore avrebbe dovuto risiedere nella tecnica di realizzazione: era previsto infatti che Yorkfield venisse realizzato secondo l'approccio a Die Monolitico in cui i 4 core sarebbero stati prodotti tutti insieme consentendo di rendere la cache L2 condivisa tra tutti i core e non solo per due core come avviene nel predecessore Kentsfield.

## Progetto definitivo

### Caratteristiche tecniche

#### Processo produttivo
Con il passare del tempo si è avuto la conferma che l'approccio di Yorkfield sarebbe rimasto molto più conservativo rispetto a quanto ipotizzato all'inizio. Seguendo la strategia già utilizzata per il predecessore Kentsfield, che viene realizzato unendo 2 core dual core a 65 nm Conroe, anche Yorkfield viene prodotto unendo 2 core dual core, che però sono i nuovi Wolfdale a 45 nm.
L'approccio per realizzare una CPU del genere è quello a Die Doppio e di conseguenza la cache L2 è condivisa tra due soli core, ma la dimensione aumenta fino a 6 MB per ciascuna coppia di core, per un totale di 12 MB di cache L2.
Il nuovo quantitativo di cache L2 e le altre migliorie introdotte nell'architettura Core grazie a tutta la nuova famiglia di CPU a 45 nm, hanno aumentato di circa il 33% il numero di transistor di Yorkfield rispetto a Kentsfield, portandolo da 582 milioni a ben 820 milioni, ma grazie al nuovo processo produttivo, la superficie totale è diminuita del 25% passando da 286 mm² a soli 214 mm², consentendo quindi di migliorare ulteriormente la resa produttiva.
Il bus è, almeno inizialmente, quello a 1333 MHz abbinato al chipset Bearlake, arrivato sul mercato a metà 2007 con i Core 2 Duo serie E6x50. Tale caratteristica tecnica dovrebbe portare un interessante beneficio prestazionale rispetto alle soluzioni quad core abbinate a BUS da 1066 MHz. Potrebbero esistere comunque alcune versioni, più conservative, con il tradizionale BUS a 1066 MHz, mentre successivamente è quasi certo anche il debutto di versioni con BUS a 1600 MHz, in abbinamento ad una particolare variante (X48) del chipset Bearlake.

##### Sfruttamento della cache L2
Nei processori dual core e multi core si pone il problema di come sfruttare la grande dotazione di cache L2 e come gestirne l'accesso da parte dei vari core. I diversi approcci di costruzione cui si è accennato poco sopra, comportano pro e contro relativamente ai metodi di fruizione di questa preziosa memoria aggiuntiva. Buona parte di questi aspetti è evidenziata nella voce Architettura dual core#Architettura della cache condivisa, in cui si fa riferimento anche ad altri processori che sfruttano i differenti approcci.

#### Tecnologie implementate
Yorkfield incorpora quasi tutte le tecnologie sviluppate da Intel nel corso degli anni, a partire dalle ormai scontate MMX, SSE, SSE2 ed SSE3, fino ad arrivare a XD-bit, EM64T, Vanderpool e SpeedStep. Essendo basato sull'ultima evoluzione dell'architettura Core, sono state implementate anche le nuove istruzioni SSE4 per aumentare le prestazioni in ambito multimediale. Più precisamente sono state implementate solo 47 delle 54 istruzioni previste dal set SSE4 vero e proprio e per questo motivo Intel indica le nuove istruzioni inserite nelle evoluzioni a 45 nm dell'architettura Core, come SSE4.1 (dove.1 indica la prima versione); l'intero set delle istruzioni, indicato come SSE4.2 verrà incorporato solo nella futura architettura Nehalem, successiva alla Core.
Non è stata invece implementata la tecnologia Hyper-Threading ormai abbandonata da Intel nelle nuove architetture.

#### Efficienza sempre maggiore
La differenza principale di Yorkfield rispetto al suo predecessore risiede, come detto, nel nuovo processo produttivo, che oltre ad essere maggiormente miniaturizzato, è basato su nuove tecniche di realizzazione, introdotte da Intel proprio con il nuovo processo a 45 nm (per maggiori approfondimenti su tali innovazioni si veda la relativa voce). Tali innovazioni hanno permesso di ottenere un processore molto più efficiente dal punto di vista del consumo energetico, soprattutto quando si trova a funzionare nella cosiddetta modalità "idle", ovvero quando il processore non è occupato in nessuna elaborazione e quindi la tecnologia SpeedStep abbassa il voltaggio a 0,998 V e il moltiplicatore al minimo valore consentito, vale a dire 6x. Tale impostazione, quando applicata ad un BUS a 1333 MHz, come nel caso di Yorkfield, porta il clock della CPU a 2 GHz e la cosa, per certi versi sorprendente, è che in tale modalità un processore Yorkfield consuma solo 3,79 W.
Tale valore, tanto ridotto rispetto a tutte le altre CPU in commercio, è stato reso possibile dal nuovo materiale utilizzato per la realizzazione dei transistor a 45 nm che effettivamente abbassa notevolmente il proprio consumo energetico a valori tali che il processore di punta di Intel è più "parsimonioso" in termini energetici di qualsiasi processore AMD, anche di fascia bassa, ovvero single core.
Un'altra caratteristica che contribuisce a migliorare l'efficienza complessiva di un sistema basato sui nuovi prodotti a 45 nm di Intel, è la capacità di queste CPU di segnalare alla motherboard lo stato di idle, in modo che quest'ultima possa a sua volta spegnere delle componenti per consumare meno energia.
A pieno carico, il consumo massimo è contenuto in soli 73 W, valore più basso di circa il 40% rispetto al predecessore, mentre la temperatura raggiunta è di soli 55°, circa 12° in meno rispetto a un modello Kentsfield di pari frequenza.

### Alcuni problemi di gioventù
Le versioni commercializzate come Core 2 Quad erano previste per gennaio 2008, ma a fine 2007 Intel aveva annunciato di averne rimandato il lancio per motivi prettamente commerciali, finalizzati a non compromettere le vendite degli ancora ottimi processori a 65 nm. L'opinione comune era quindi quella che dato che i processori Phenom presentati dalla rivale AMD, avevano deluso le aspettative riguardo alle prestazioni, Intel si trovava nella posizione di non aver bisogno di giocare subito le sue carte e potesse quindi mantenere lo scettro delle prestazioni pur con prodotti "vecchi" di un anno. A metà gennaio 2008 però, il produttore ha dovuto riconoscere che il problema che l'ha spinto a rimandare il lancio di tali versioni è in realtà di natura tecnica: pare infatti che la stabilità dei nuovi processori durante i test di durata a frequenze elevate sia tutt'altro che impeccabile. Si tratterebbe di un problema che non affligge i modelli di Yorkfield già in commercio, che sono basati su un differente stepping. Lo stepping risolutivo che ha poi permesso la commercializzazione dei Core 2 Quad è il C1.

## Prestazioni a confronto con Kentsfield
Ad aprile 2007 Intel aveva messo a confronto un processore quad core Core 2 Extreme QX6800 (basato su core Kentsfield e funzionante a 2,93 GHz, con BUS a 1066 MHz e 8 MB di cache L2) con 2 versioni dei nuovi processori a 3,33 GHz e BUS a 1333 MHz. Le differenze tra le due versioni consistevano nel fatto che una era una CPU Penryn dual core con 6 MB di cache L2, mentre l'altra era una versione Yorkfield quad core con 12 MB di cache L2: la versione top di gamma di Yorkfield è risultata più veloce del 15% nell'elaborazione delle immagini, il 25% più veloce nelle applicazioni di rendering 3D, più del 40% nell'esecuzione di videogiochi e oltre il 40% nella codifica video ottimizzata con il nuovo insieme di istruzioni SSE4.
A settembre 2007 Intel ha eseguito un test ancor più significativo, mettendo a confronto un Core 2 Extreme QX6850 basato su core Kentsfield, funzionante a 3 GHz con BUS a 1333 MHz e 8 MB di cache L2 con un modello analogo (QX9650) basato però su Yorkfield, stesso clock e BUS ma cache L2 da 12 MB e ovviamente le migliorie introdotte nell'architettura con i progetti a 45 nm. Il risultato ha dimostrato come Yorkfield, sia più veloce in tutti i campi di applicazione, di seguito i dettagli:
- Fotoritocco (Adobe Photoshop CS3): +7%
- Rendering 3D (Cinebench 10): +8%
- Effetti Speciali (Adobe After Effects CS3): +10%
- Videogiochi 3D (Half-Life 2 Lost Coast): +13%
- Codifica Video ottimizzata per SSE4 (DivX 6.6.1 con Virtual Dub 1.7.2): +63%

Anche il confronto con la concorrenza, al momento, è spietato: il modello di punta di AMD, l'Athlon 64 X2 6400+ è mediamente più lento del 45% rispetto a Yorkfield. È vero che si tratta di una CPU dual core, ma rimane comunque il prodotto più potente della concorrenza, quindi nella fascia alta, al momento, non vi è lotta.

## Test di overclock
A fine settembre 2007, sono stati annunciati i risultati in overclock del modello a 3 GHz di Yorkfield che è poi arrivato il 12 novembre. Sono state effettuate 2 prove, con raffreddamento ad aria e ad azoto liquido. Nel primo caso è stato possibile portare la CPU fino a 4,14 GHz "semplicemente" aumentando il BUS fino a 1840 MHz; nel secondo caso, molto più estremo, il massimo clock a cui il processore rimaneva stabile è stato di 5,6 GHz, grazie però ad un BUS a 1600 MHz e al moltiplicatore impostato su un valore di 14x, invece dei 9x nominali.
Grazie a questa ultima configurazione è stato possibile stabilire nuovi record nei principali benchmark:
- 37095 punti al 3DMark 05
- 27542 punti al 3DMark 06
- 8110 secondi al SuperPI

Poco più di un mese dopo è stato possibile raggiungere i 10 GHz, portando il BUS a 2000 MHz e il moltiplicatore a 18x; anche in questo caso il raffreddamento era quello ad azoto liquido.
Alcuni test hanno voluto verificare se esistessero differenze prestazionali, a parità di clock, tra un sistema Yorkfield overcloccato mediante il semplice moltiplicatore oppure attraverso l'aumento della frequenza di BUS. Sono stati così impiegati 2 esemplari di Yorkfield, funzionanti a 3 GHz e sono stati entrambi overcloccati a 4 GHz. Di seguito le impostazioni di ciascun processore:
- Core 2 Extreme QX9650 (3 GHz) funzionante a 4 GHz, BUS a 1333 MHz, moltiplicatore 12x
- Core 2 Extreme QX9650 (3 GHz) funzionante a 4 GHz, BUS a 1600 MHz, moltiplicatore 10x

Il secondo metodo di overclock, agendo esclusivamente sulla frequenza di BUS, va ad influenzare tutto il sistema overcloccando anche la RAM e i vari BUS della scheda madre, di conseguenza dovrebbe teoricamente offrire maggiori prestazioni, dato che l'aumento di potenza viene distribuito in maniera omogenea a tutto il sistema e non solo al processore. L'architettura Core però è stata progettata per accedere alla memoria il meno possibile e la presenza di una cache L2 tanto grande, addirittura da 12 MB (2x6 MB) non fa che contribuire a ridurre la dipendenza del processore dalla RAM. Per questo motivo aumentare la velocità del northbridge (che contiene il controller di memoria) del 25% fino a 400 MHz (1600 QDR) non apporta grandi miglioramenti, se non nell'ordine dello 0,5%.

## Prezzi dei vari modelli al lancio
I processori Yorfield vengono identificati dal processor number della serie Q9xx0 per i Core 2 Quad e QX9xx0 per i Core 2 Extreme. Al momento sono già state presentate tutte le versioni previste di Core 2 Quad che al momento del lancio avevano i seguenti prezzi:
- Core 2 Quad Q9550 - 530 $
- Core 2 Quad Q9450 - 316 $
- Core 2 Quad Q9300 - 266 $

A marzo 2008 sono arrivati altri 2 modelli commercializzati come Core 2 Extreme. Il primo è impiegabile ufficialmente solo con il modello X48 del chipset Bearlake, l'unico in grado di supportare ufficialmente la frequenza di bus di 1600 MHz:
- Core 2 Extreme QX9770 - 1399 $

Il secondo è una variante del precedente, specifica per l'utilizzo nei sistemi basati sulla piattaforma Intel V8 Skulltrail e quindi sul socket 771 (utilizzato anche dagli Xeon) al posto del tradizionale 775:
- Core 2 Extreme QX9775 - 1499 $

A giugno 2008 si è saputo che Intel aveva intenzione di proporre nel corso del terzo trimestre 2008, anche versioni economiche delle sue CPU quad core in modo da contrastare più efficacemente l'arrivo sul mercato del primo processore a 3 core, sviluppato dalla rivale AMD e conosciuto come Phenom X3. I nuovi processori appartengono alla nuova serie Q8xx0 e il primo modello è stato il seguente:
- Core 2 Quad Q8200 - 224 $

La cache L2 pari a soli 4 MB, abbinata alla tecnologia produttiva a 45 nm, ha permesso di ottenere un die di questi processori dalla superficie limitata, a tutto vantaggio della contrazione nei costi di produzione; queste caratteristiche giustificano il livello di prezzo molto ridotto per una CPU con architettura quad core.
Successivamente, a fine novembre 2008, è arrivato anche un modello leggermente più potente:
- Core 2 Quad Q8300 - 224 $

e contemporaneamente il prezzo del Q8200 è sceso a 193 $. L'uscita del modello Q8300 dovrebbe accelerare l'abbandono del precedente core Kentsfield, ancora in produzione soprattutto nel modello Q6600.
Ad agosto 2008 infine è arrivato anche il seguente modello:
- Core 2 Quad Q9650 - 530 $

Le caratteristiche tecniche sono praticamente le stesse (a parte il consumo massimo) del modello Core 2 Extreme QX9650 presentato un anno prima, eccetto che per il moltiplicatore che è sbloccato solo nella serie Extreme. Al momento del lancio del Q9650, il modello immediatamente inferiore, il Q9550 è passato da 530 $ a 316 $. Il Q9450 e il Q9300 invece usciranno velocemente di produzione e il primo verrà rimpiazzato dal seguente modello, identico, a parte la dotazione di cache L2, dimezzata, e presentato anch'esso ad agosto:
- Core 2 Quad Q9400 - 266 $

Il 18 gennaio 2009 sono arrivati anche 3 nuovi modelli, o meglio, nuove versioni a basso consumo di processori già presenti nel listino Intel; si differenziano dai modelli tradizionali per l'aggiunta della lettera "s" come suffisso del processo number e hanno un costo superiore di circa 50 $:
- Core 2 Quad Q9550s - 369 $
- Core 2 Quad Q9400s - 320 $
- Core 2 Quad Q8200s - 245 $

Mentre il 22 aprile 2009 anche 2 versioni, caratterizzata dal diverso consumo, dello stesso modello:
- Core 2 Quad Q8400 - 183 $
- Core 2 Quad Q8400s - 245 $

## Yorkfield anche sui server monoprocessore
Al pari di quanto fatto anche con il predecessore Kentsfield, Intel continua ad utilizzare il core pensato per l'ambito desktop, in questo caso Yorkfield, anche nel settore dei server monoprocessore basati su Xeon UP (unique processor), creando la nuova piattaforma Garlow. Si tratta in sostanza di usare le stesse versioni di processore destinate normalmente al mercato desktop in sistemi pensati per l'ambito server, quindi abbinati a particolari motherboard e memorie RAM con particolari requisiti di affidabilità e prestazioni. È un modo per creare soluzioni con gli stessi requisiti di un server, senza la necessità di implementare le costose soluzioni biprocessore Xeon DP.
Di seguito i modelli arrivati durante il primo trimestre 2008:
- Xeon X3360 - 530 $
- Xeon X3350 - 316 $
- Xeon X3320 - 266 $

e qui quelli arrivati un anno dopo:
- Xeon X3380 - 530 $
- Xeon L3360 - 316 $

Ovviamente l'arrivo di questi ultimi 2 modelli ha causato un ribasso dei prezzi dei modelli precedenti.
In questo caso il Socket rimarrà comunque il 775, utilizzato anche nei desktop e non il 771, storicamente utilizzato negli Xeon bi e multiprocessore. Si tratta a tutti gli effetti di una rimarchiatura dei processori Core 2 Quad, dato che tutte le caratteristiche dei nuovi processori Xeon UP, prezzo compreso, sono esattamente le stesse delle controparti destinate al settore desktop.

## Modelli arrivati sul mercato
La tabella seguente mostra i modelli di Core 2 Extreme, Core 2 Quad e Xeon UP, basati su core Yorkfield, arrivati sul mercato. Molti di questi condividono caratteristiche comuni pur essendo basati su diversi core; per questo motivo, allo scopo di rendere maggiormente evidente tali affinità e "alleggerire" la visualizzazione alcune colonne mostrano un valore comune a più righe. Di seguito anche una legenda dei termini (alcuni abbreviati) usati per l'intestazione delle colonne:
- Nome Commerciale: si intende il nome con cui è stato immesso in commercio quel particolare esemplare.
- Data: si intende la data di immissione sul mercato di quel particolare esemplare.
- Socket: lo zoccolo della scheda madre in cui viene inserito il processore. In questo caso il numero rappresenta oltre al nome anche il numero dei pin di contatto.
- N°Core: si intende il numero di core montati sul package: 1 se "single core" o 2 se "dual core".
- Clock: la frequenza di funzionamento del processore.
- Molt.: sta per "Moltiplicatore" ovvero il fattore di moltiplicazione per il quale bisogna moltiplicare la frequenza di bus per ottenere la frequenza del processore.
- Pr.Prod.: sta per "Processo produttivo" e indica tipicamente la dimensione dei gate dei transistors (180 nm, 130 nm, 90 nm) e il numero di transistor integrati nel processore espresso in milioni.
- Voltag.: sta per "Voltaggio" e indica la tensione di alimentazione del processore.
- Watt: si intende il consumo massimo di quel particolare esemplare.
- Bus: frequenza del bus di sistema.
- Cache: dimensione delle cache di 1º e 2º livello.
- XD: sta per "XD-bit" e indica l'implementazione della tecnologia di sicurezza che evita l'esecuzione di codice malevolo sul computer.
- 64: sta per "EM64T" e indica l'implementazione della tecnologia a 64 bit di Intel.
- HT: sta per "Hyper-Threading" e indica l'implementazione della esclusiva tecnologia Intel che consente al sistema operativo di vedere 2 core logici.
- ST: sta per "SpeedStep Technology" ovvero la tecnologia di risparmio energetico sviluppata da Intel e inserita negli ultimi Pentium 4 Prescott serie 6xx per contenere il consumo massimo.
- VT: sta per "Vanderpool Technology", la tecnologia di virtualizzazione che rende possibile l'esecuzione simultanea di più sistemi operativi differenti contemporaneamente.

| Core 2 Quad / Core 2 Extreme | Core 2 Quad / Core 2 Extreme | Core 2 Quad / Core 2 Extreme | Core 2 Quad / Core 2 Extreme | Core 2 Quad / Core 2 Extreme | Core 2 Quad / Core 2 Extreme | Core 2 Quad / Core 2 Extreme | Core 2 Quad / Core 2 Extreme | Core 2 Quad / Core 2 Extreme | Core 2 Quad / Core 2 Extreme | Core 2 Quad / Core 2 Extreme | Core 2 Quad / Core 2 Extreme | Core 2 Quad / Core 2 Extreme | Core 2 Quad / Core 2 Extreme | Core 2 Quad / Core 2 Extreme | Core 2 Quad / Core 2 Extreme |
| Nome Commerciale             | Data                         | Socket                       | N°Core                       | Clock                        | Molt.                        | Pr.Prod.                     | Voltag.                      | Watt                         | Bus                          | Cache                        | XD                           | 64                           | HT                           | ST                           | VT                           |
| ---------------------------- | ---------------------------- | ---------------------------- | ---------------------------- | ---------------------------- | ---------------------------- | ---------------------------- | ---------------------------- | ---------------------------- | ---------------------------- | ---------------------------- | ---------------------------- | ---------------------------- | ---------------------------- | ---------------------------- | ---------------------------- |
| Core 2 Extreme QX9650        | 12/nov/2007                  | 775                          | 4                            | 3 GHz                        | 9x                           | 45 nm 820 mil.               | 1,21 V                       | 130 W                        | 1333 MHz                     | L1=4x64KB L2=2x6 MB          | Sì                           | Sì                           | No                           | Sì                           | Sì                           |
| Core 2 Extreme QX9770        | 24/mar/2008                  | 775                          | 4                            | 3,2 GHz                      | 8x                           | 45 nm 820 mil.               | 1,21 V                       | 136 W                        | 1600 MHz                     | L1=4x64KB L2=2x6 MB          | Sì                           | Sì                           | No                           | Sì                           | Sì                           |
| Core 2 Extreme QX9775        | 24/mar/2008                  | 771                          | 4                            | 3,2 GHz                      | 8x                           | 45 nm 820 mil.               | 1,21 V                       | 150 W                        | 1600 MHz                     | L1=4x64KB L2=2x6 MB          | Sì                           | Sì                           | No                           | Sì                           | Sì                           |
| Core 2 Quad Q9300            | 10/mar/2008                  | 775                          | 4                            | 2,5 GHz                      | 7,5x                         | 45 nm                        | 1,21 V                       | 95 W                         | 1333 MHz                     | L1=4x64KB L2=2x3 MB          | Sì                           | Sì                           | No                           | Sì                           | Sì                           |
| Core 2 Quad Q9400            | 10/ago/2008                  | 775                          | 4                            | 2,66 GHz                     | 8x                           | 45 nm                        | 1,21 V                       | 95 W                         | 1333 MHz                     | L1=4x64KB L2=2x3 MB          | Sì                           | Sì                           | No                           | Sì                           | Sì                           |
| Core 2 Quad Q9450            | 10/mar/2008                  | 775                          | 4                            | 2,66 GHz                     | 8x                           | 45 nm 820 mil.               | 1,21 V                       | 95 W                         | 1333 MHz                     | L1=4x64KB L2=2x6 MB          | Sì                           | Sì                           | No                           | Sì                           | Sì                           |
| Core 2 Quad Q9550            | 10/mar/2008                  | 775                          | 4                            | 2,83 GHz                     | 8,5x                         | 45 nm 820 mil.               | 1,21 V                       | 95 W                         | 1333 MHz                     | L1=4x64KB L2=2x6 MB          | Sì                           | Sì                           | No                           | Sì                           | Sì                           |
| Core 2 Quad Q9650            | 10/ago/2008                  | 775                          | 4                            | 3 GHz                        | 9x                           | 45 nm 820 mil.               | 1,21 V                       | 95 W                         | 1333 MHz                     | L1=4x64KB L2=2x6 MB          | Sì                           | Sì                           | No                           | Sì                           | Sì                           |
| Core 2 Quad Q8200            | 31/ago/2008                  | 775                          | 4                            | 2,33 GHz                     | 7x                           | 45 nm                        | 1,21 V                       | 95 W                         | 1333 MHz                     | L1=4x64KB L2=2x2 MB          | Sì                           | Sì                           | No                           | Sì                           | No                           |
| Core 2 Quad Q8300            | 30/nov/2008                  | 775                          | 4                            | 2,5 GHz                      | 7,5x                         | 45 nm                        | 1,21 V                       | 95 W                         | 1333 MHz                     | L1=4x64KB L2=2x2 MB          | Sì                           | Sì                           | No                           | Sì                           | No                           |
| Core 2 Quad Q8200s           | 18/gen/2009                  | 775                          | 4                            | 2,33 GHz                     | 7x                           | 45 nm                        | 1,21 V                       | 65 W                         | 1333 MHz                     | L1=4x64KB L2=2x2 MB          | Sì                           | Sì                           | No                           | Sì                           | No                           |
| Core 2 Quad Q9400s           | 18/gen/2009                  | 775                          | 4                            | 2,66 GHz                     | 8x                           | 45 nm                        | 1,21 V                       | 65 W                         | 1333 MHz                     | L1=4x64KB L2=2x3 MB          | Sì                           | Sì                           | No                           | Sì                           | Sì                           |
| Core 2 Quad Q9550s           | 18/gen/2009                  | 775                          | 4                            | 2,83 GHz                     | 8,5x                         | 45 nm 820 mil.               | 1,21 V                       | 65 W                         | 1333 MHz                     | L1=4x64KB L2=2x6 MB          | Sì                           | Sì                           | No                           | Sì                           | Sì                           |
| Core 2 Quad Q8400            | 22/apr/2009                  | 775                          | 4                            | 2,66 GHz                     | 8x                           | 45 nm                        | 1,21 V                       | 95 W                         | 1333 MHz                     | L1=4x64KB L2=2x2 MB          | Sì                           | Sì                           | No                           | Sì                           | No                           |
| Core 2 Quad Q8400s           | 22/apr/2009                  | 775                          | 4                            | 2,66 GHz                     | 8x                           | 45 nm                        | 1,21 V                       | 65 W                         | 1333 MHz                     | L1=4x64KB L2=2x2 MB          | Sì                           | Sì                           | No                           | Sì                           | No                           |
| Xeon UP                      |                              |                              |                              |                              |                              |                              |                              |                              |                              |                              |                              |                              |                              |                              |                              |
| Xeon UP X3320                | 10/mar/2008                  | 775                          | 4                            | 2,5 GHz                      | 7,5x                         | 45 nm                        | 1,21 V                       | 95 W                         | 1333 MHz                     | L1=4x64KB L2=2x3 MB          | Sì                           | Sì                           | No                           | Sì                           | Sì                           |
| Xeon UP X3330                | ago/2008                     | 775                          | 4                            | 2,66 GHz                     | 8x                           | 45 nm                        | 1,21 V                       | 95 W                         | 1333 MHz                     | L1=4x64KB L2=2x3 MB          | Sì                           | Sì                           | No                           | Sì                           | Sì                           |
| Xeon UP X3350                | 10/mar/2008                  | 775                          | 4                            | 2,66 GHz                     | 8x                           | 45 nm 820 mil.               | 1,21 V                       | 95 W                         | 1333 MHz                     | L1=4x64KB L2=2x6 MB          | Sì                           | Sì                           | No                           | Sì                           | Sì                           |
| Xeon UP X3360                | 10/mar/2008                  | 775                          | 4                            | 2,83 GHz                     | 8,5x                         | 45 nm 820 mil.               | 1,21 V                       | 95 W                         | 1333 MHz                     | L1=4x64KB L2=2x6 MB          | Sì                           | Sì                           | No                           | Sì                           | Sì                           |
| Xeon UP X3370                | ago/2008                     | 775                          | 4                            | 3 GHz                        | 9x                           | 45 nm 820 mil.               | 1,21 V                       | 95 W                         | 1333 MHz                     | L1=4x64KB L2=2x6 MB          | Sì                           | Sì                           | No                           | Sì                           | Sì                           |
| Xeon UP X3380                | 25/feb/2009                  | 775                          | 4                            | 3,16 GHz                     | 9,5x                         | 45 nm 820 mil.               | 1,21 V                       | 95 W                         | 1333 MHz                     | L1=4x64KB L2=2x6 MB          | Sì                           | Sì                           | No                           | Sì                           | Sì                           |
| Xeon UP L3360                | 25/feb/2009                  | 775                          | 4                            | 2,83 GHz                     | 8,5x                         | 45 nm 820 mil.               | 1,21 V                       | 65 W                         | 1333 MHz                     | L1=4x64KB L2=2x6 MB          | Sì                           | Sì                           | No                           | Sì                           | Sì                           |

Nota: la tabella soprastante è un estratto di quelle complete contenute nelle pagine del Core 2 Extreme, Core 2 Quad e Xeon.

## Il successore
Intel non ha ancora lasciato trapelare nulla riguardo al successore di Yorkfield, ma non è escluso che, al pari di quanto avverrà per la controparte dual core Wolfdale, il successore comune possa essere Bloomfield, primo processore a 4 core realizzato secondo l'approccio a Die Monolitico e basato sulla futura architettura Nehalem, successiva alla Intel Core.